# 东非联邦
东非联邦是一个正在酝酿中的單一聯合主權国家，旨在将布隆迪、刚果民主共和国、肯尼亚、卢旺达、索马里、南蘇丹、坦桑尼亚和乌干达八国的東非共同體统一。截至2024年，八個國家都支持組成聯邦，但仍在為成員的主權和實施時序等問題繼續談判中。联邦成立后，东非联邦将成为非洲面积最大国家，也是世界第七大国家。八個成員國总人口在2024年达到3.4亿人，联邦成立后人口数将達到非洲第一，在全球排名第三的人口大国。

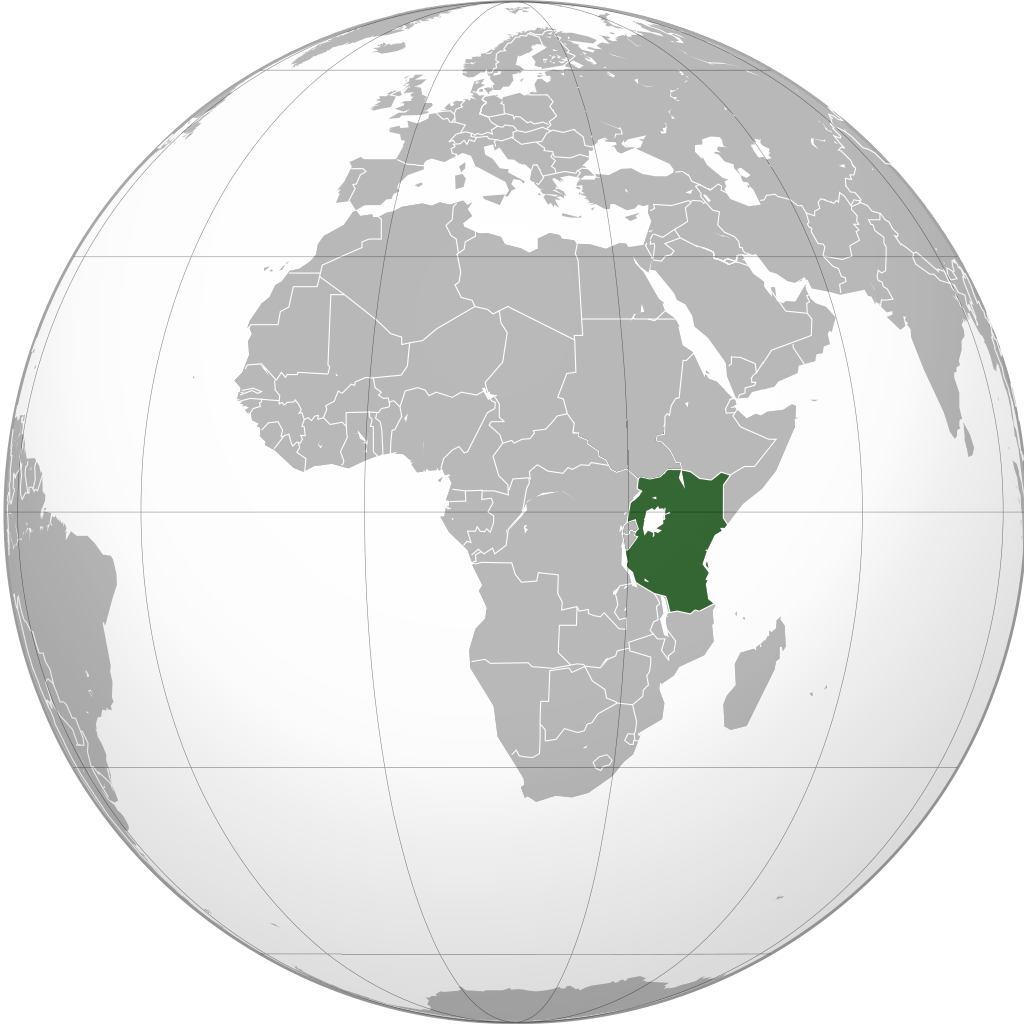
1960年代提议的东非联邦版图

斯瓦希里语将是通用语言，而第二官方语言将是英语。金夏沙将是所提议的联盟中人口最多的城市。拟议的首都是阿鲁沙，这是坦桑尼亚靠近肯尼亚边界的城市，也是东非共同体目前的行政总部。
联盟提议的流通货币将是东非先令，根据2013年发布的报告，到2023年时六个成员国中五个国家將使用東非先令作為共同货币。2018年9月，成立了一个委员会，开始起草地区宪法的进程，联邦宪法草案於2023年5月30日完成談判。
2023年1月，东非共同体计划在未来四年内发行单一货币。该组织的部长理事会必须决定东非货币研究所的所在地，并制定单一货币发行的路线图。3月17日，東非共同體貨幣事務委員會召開會議，原定2024年實施共同貨幣，受到相關配套措施限制尚不可行，目前延後至2031年推動。

## 历史和现状
在1960年代初期，大约在肯尼亚、坦噶尼喀、乌干达和桑给巴尔从东非保护国获得独立的那段时间，四个国家的政治领导人对建立一个联邦很感兴趣。 坦桑尼亞首任總統朱利叶斯·尼雷尔甚至在1960年提出推迟坦桑尼亚翌年的独立，以使所有东非领土共同成为联邦。1963年6月，肯雅總統乔莫·肯雅塔在内罗毕会见了坦噶尼喀总统朱利叶斯·尼雷尔和乌干达总统米尔顿·奥博特。 三人讨论了将三个国家（加上桑给巴尔）合并为一个东非联邦的可能性，并宣布这将在当年年底之前完成。随后，开始了关于这种政治联盟计划的讨论。
私下里，肯雅塔对这种安排不甚情愿，随着1964年的到来，联邦还没有实现。1964年5月，肯雅塔拒绝了要求加快联邦制建立的决议。他公开表示，谈论联合会一直是加快肯尼亚脱离英国独立步伐的诡计，但尼雷尔對此否认。大约在同一时间，奥博特反对东非联邦，支持泛非主义统一，部分原因是国内政治压力—半自治的布干达王国不願意以烏干達的一部份加入东非联盟，他們希望以独立國身份加入。到1964年末，尽管坦噶尼喀和桑给巴尔确实在1964年4月组成了一个联盟並最终成为坦桑尼亚联合共和国，但更宏大的合併前景似乎已经消逝。
進入21世紀，關於聯邦的討論重啟，並預計於2013年成立建邦。2010年，东非共同体针对该地区的商品、劳动力和资本启动了其自己的共同市场，目标是到2013年实现共同货币并在2015年实现全面政治联盟。
南苏丹于2016年3月获准成为东非共同体成员，并于2016年9月加入。它将成为东非联邦的第六个成员。目前尚不清楚南苏丹是否可能加入东非共同体，这可能会影响联邦的时间表或其范围，但是鉴于自从萨尔瓦·基尔·马亚尔迪特总统切断与苏丹的石油贸易以来，这个新兴国家仍然存在基础设施问题。仍属于未开发国家，南方已决定投资建设绕开苏丹的管道，苏丹一直使用该管道。 这些新的管道将贯穿埃塞俄比亚到达吉布提的港口，以及到肯尼亚海岸的东南。这些合作可能会增加南苏丹在某个时候加入东非联邦的可能性。
2013年10月14日，乌干达、肯尼亚、卢旺达和布隆迪的领导人在坎帕拉开始了一次会议，打算为东非联邦起草宪法。
2014年12月，建立正式政治联盟的努力已推迟至2016年或更晚。
2016年2月，乌干达总统约韦里·穆塞韦尼将联邦描述为“我们应该瞄准的第一大目标”。
2016年11月，东非共同体部长理事会同意在最终成立东非联邦之前成立东非联盟。
2018年9月，成立了一个由地区宪法专家和起草人组成的委员会，开始起草地区宪法的进程。委员会由退休的乌干达首席法官本杰明·奥多基领导。
2023年5月30日，東非共同體宣佈憲法起草以及國家磋商正式完成，此次談判自5月9日在蒙巴薩開始，後於肯亞完成起草憲法，未來6國來將走向聯邦制。